# Popești (rijeka)
Popești je rijeka u Rumunjskoj, lijeva pritoka rijeke Nadăș. Ulijeva se u Nadăș na sjeverozapadnom rubu Cluj-Napoca. Duljina joj je 12 km, a površina porječja 36 km2.m